# Турельбах (замок)
Турельбах (люкс. Schlass Turelbaach) — замковый комплекс в одноимённом поселении, в муниципалитете Гроусбус-Валь в кантоне Реданж, в округе Дикирх, Люксембург. Сооружение возводилось на протяжении более чем четверти века: с 1973 года по начало 2000-х годов. По своему типу относится к замкам на воде.

## Расположение
Замок находится уединённом месте в долине реки Турельбах в живописной долине среди лесов. Комплекс расположен на высоте 339 метров над уровнем моря, примерно на полпути между городками Делленом и Марцег. 

## История
В 1964 году Поль Жильсон, муниципальный секретарь коммуны Марцег, получил разрешение на строительство деревянного шале для отдыха на выходных. По условиям договора он получил право восстановить бывший пруд, создать на нём искусственный остров, который и станет местов для возведения здания. В конце 1960-х годов этот дом полностью сгорел во время пожара.
В начале 1970-х годов Жильсон решил построить новый особняк. На этот раз более крупный и в стиле старинного замка. Проект несколько раз менялся. Основное здание расширялось, а к нему пристраивались новые объекты. Строительство затянулось на долгие годы и постепенно меняло свой облик. Многие работы владелец выполнял лично. К 2000 году возник комплекс с каменными башнями, мостиками и воротами. Вокруг сооружения был разбит небольшой парк с фонтанами и скульптурами. Раз в год владелец устраивал в Турельбахе большую вечеринку, на которую собирались сотни гостей.
Жильсон скончался в 2007 году. В 2020 году его вдова Энни Жильсон продала комплекс, большая часть которого расположена на территории современного муниципалитета Гроусбус-Валь, властям муниципалитета Марцег. Сумма сделки составила 450 тысяч евро.
2 сентября 2022 года здание и его окрестности были классифицированы как объект национального культурного наследия Люксембурга.

## Описание
Комплекс состоит из нескольких примыкающих друг к другу зданий. Часть из них оштукатерена, часть облицована камнем. В центре расположена круглая высокая башня, которая выполняет роль бергфрида. В восточной части находится трёхэтажная квадратная башня с бойницами. Она выполняет роль классической башни с воротами, так как попасть в основной комплекс можно только через неё. К воротам башни ведёт переброшенный на остров деревянный мостик. Все здания укрыты черепичной крышей.

## Современное использование
В замке проводятся семинары, деловые встречи, конференции. Возможна аренда комплекса для организации торжеств, свадеб или корпоративных мероприятий.

## Галерея

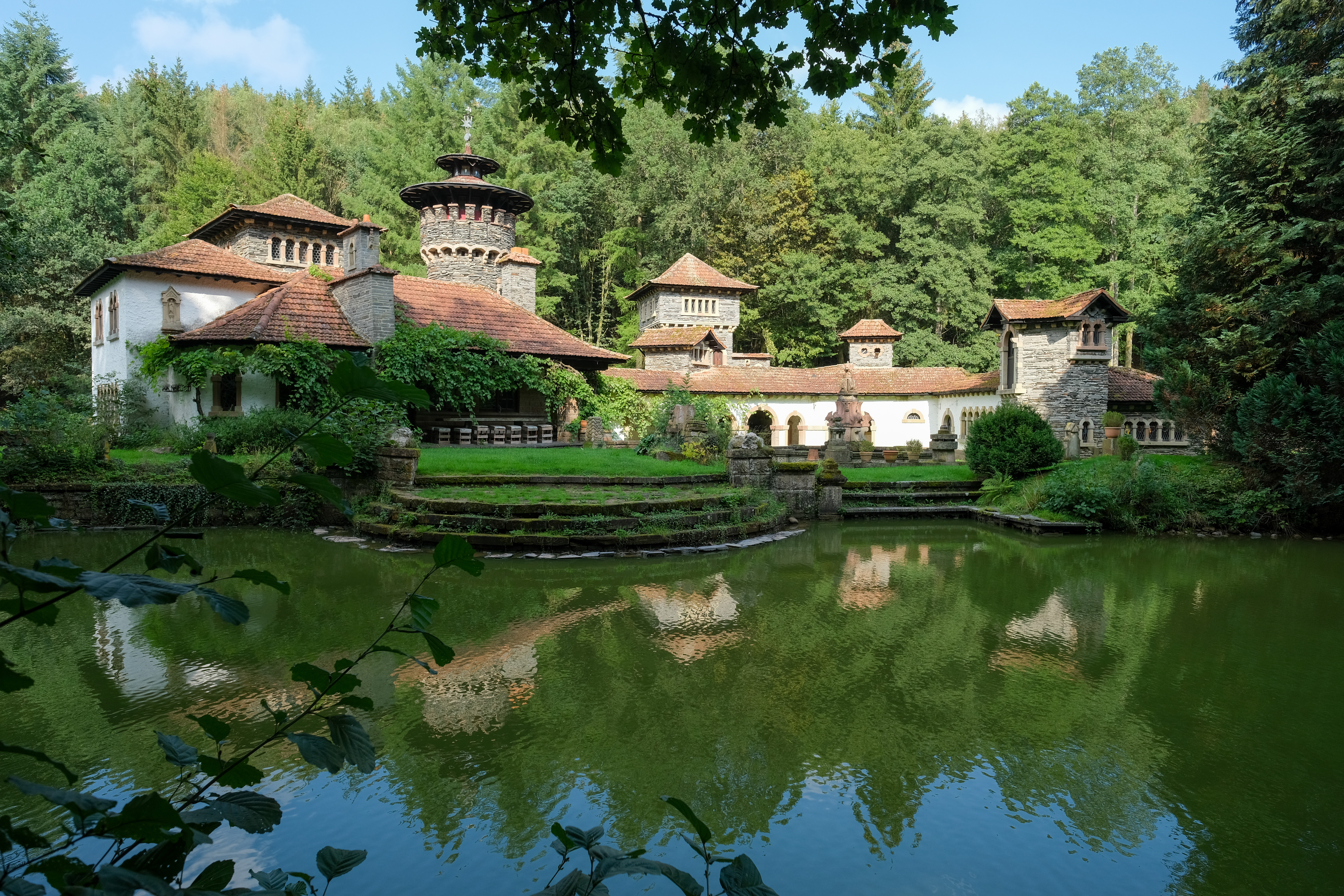
Вид замка с западной стороны
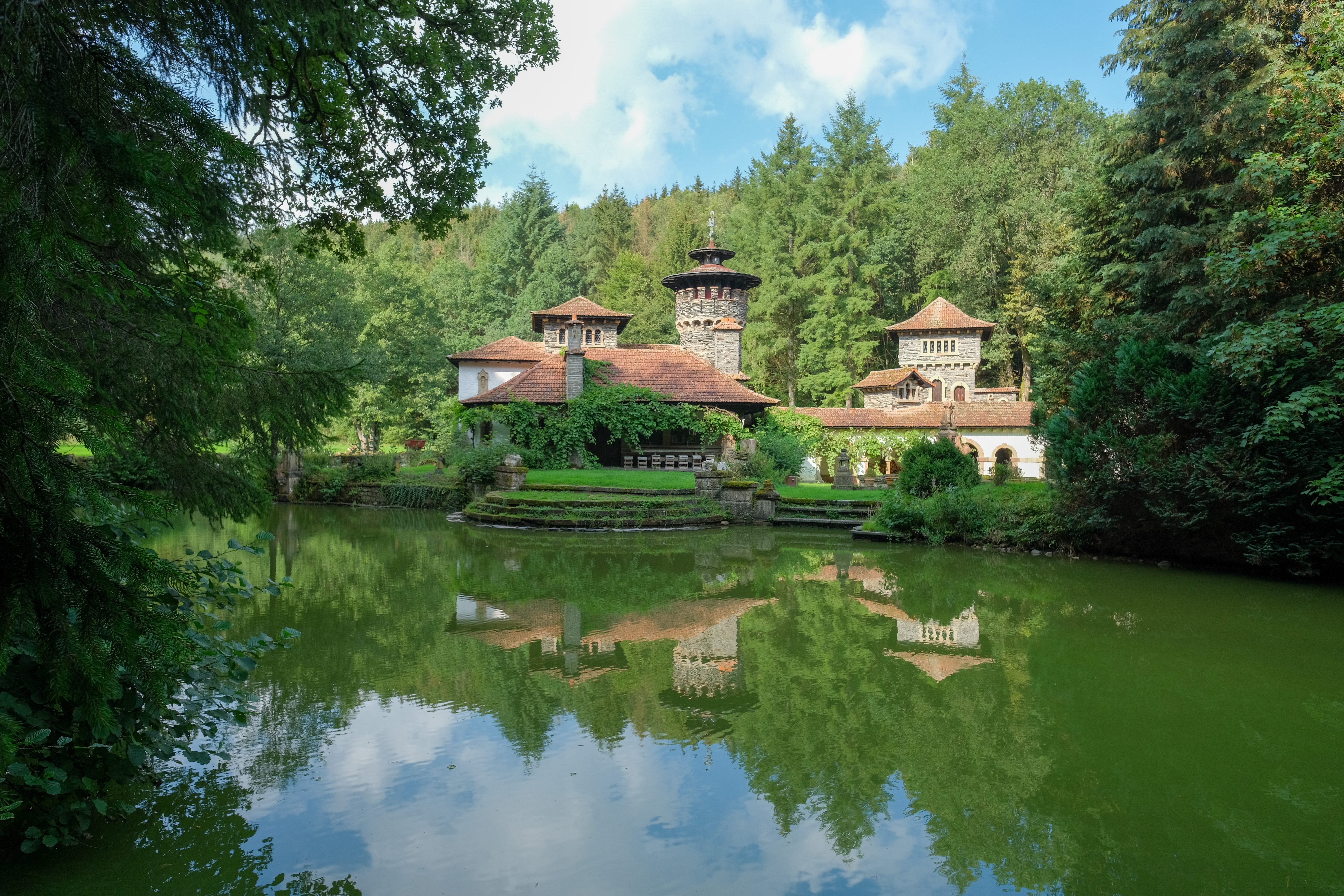
Замок со стороны пруда
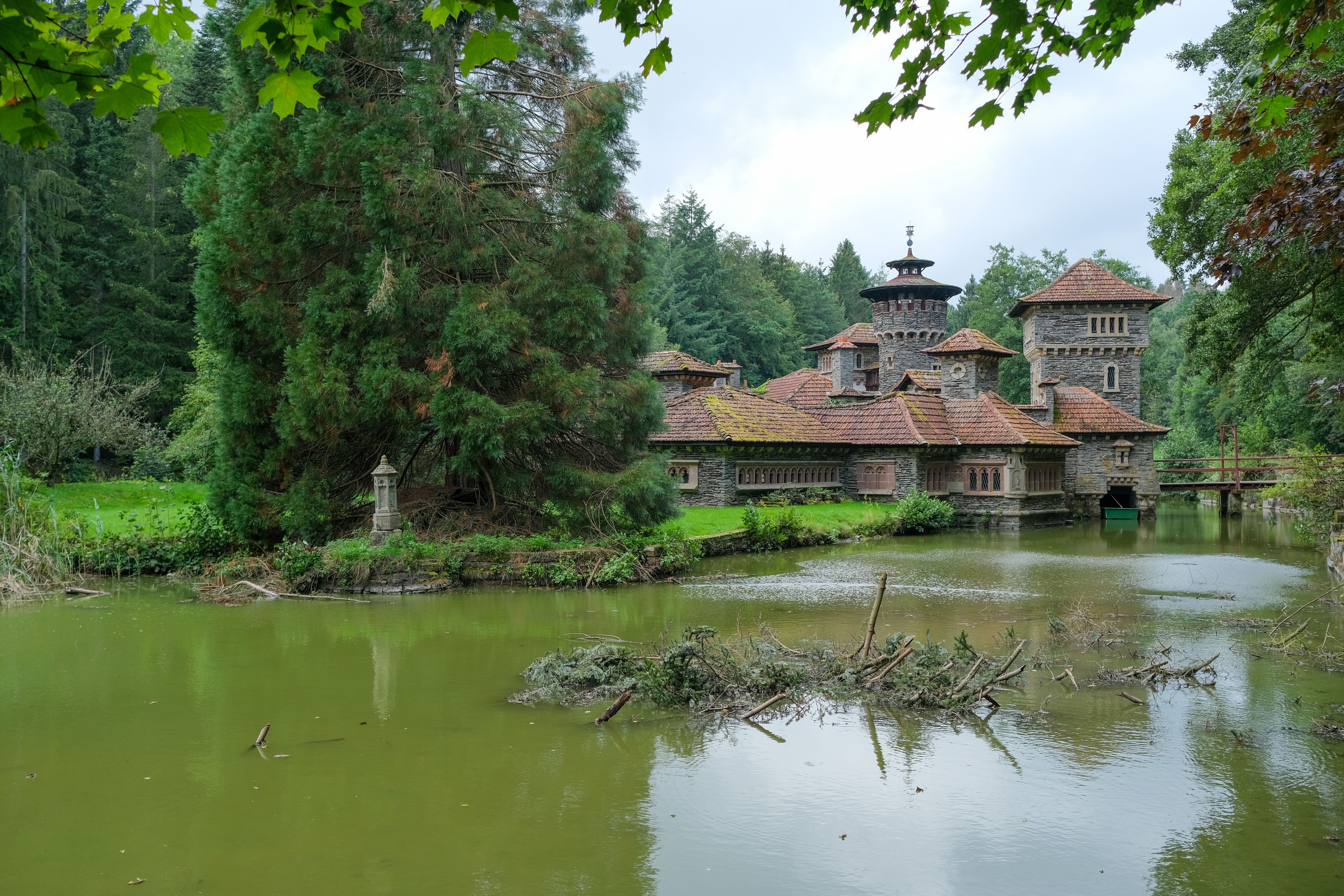
Вид замка с южной стороны
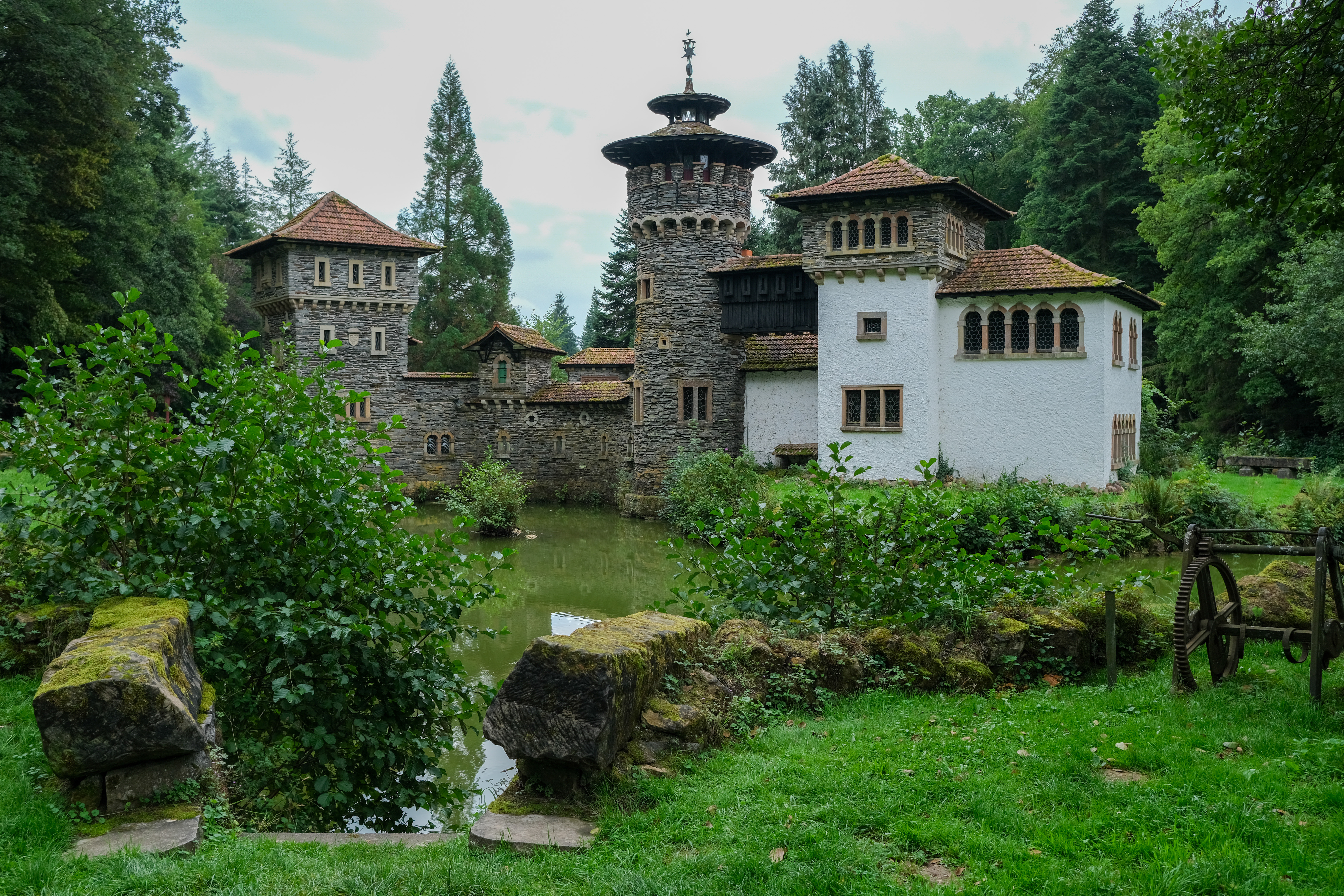
Вид замка с северной стороны
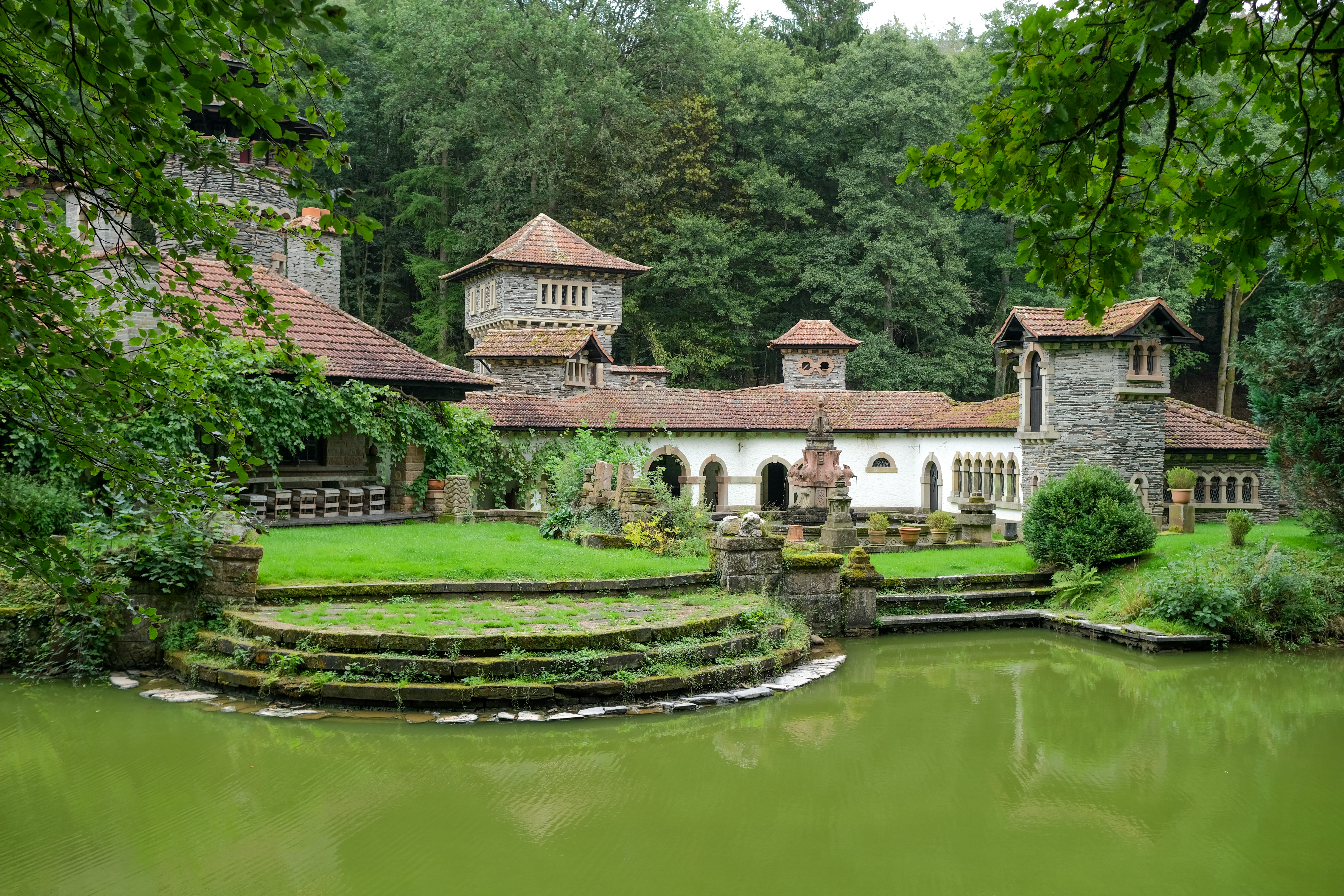
Спуск к воде